# StarDance …když hvězdy tančí
StarDance …když hvězdy tančí je česká taneční televizní show, kterou od 4. listopadu 2006 vysílá televizní stanice ČT1. Pořad je českou verzí britské televizní show Strictly Come Dancing. Stálými moderátory od první řady jsou Marek Eben a Tereza Kostková. Soutěžní pár tvoří profesionální tanečnice nebo tanečník a mediálně známá osobnost jiné profese. Každý pár tančí předem určený druh tance a soutěží s ostatními páry o body porotců a o hlasy televizních diváků. Pár, který obdrží nejnižší hodnocení, v soutěži nepokračuje.
Ve třinácti řadách StarDance tančilo 130 mediálně známých osobností. Ve finálových kolech soutěže tančilo přes 60 profesionálních tanečnic a tanečníků, někteří tančili jednou, jiní dokonce čtyřikrát.
Soutěž dlouhodobě patří k nejsledovanějším českým televizním pořadům.
K pořadu patří pořad jménem Stardance… kolem dokola, ve kterém Tereza Kostková vzpomíná na minulé soboty z uplynulých let.

## Soutěžní páry
Na prvním místě jsou uvedeny mediálně známé osobnosti, na druhém profesionální tanečnice nebo tanečníci.

### 2006
- herec, zpěvák a moderátor Roman Vojtek a Kristýna Coufalová – vítězové
- herec Václav Vydra a Petra Kostovčíková – poražení finalisté
- atlet Tomáš Dvořák a Kamila Tománková – vypadli v sedmém kole
- herečka Mahulena Bočanová a Jaroslav Kuneš – vypadli v šestém kole (odstoupili ze soutěže kvůli zranění partnera ze zkoušky)
- televizní moderátorka Jolana Voldánová a Jan Tománek – vypadli v pátém kole
- herečka Jana Švandová a Zdeněk Fenčák – vypadli ve čtvrtém kole (Švandová v průběhu televizního vysílání třetího kola požádala diváky, aby páru už nezasílali hlasy, cítila se unavená)
- herec Jan Čenský a Tereza Bufková – vypadli ve třetím kole[2]
- zpěvačka Helena Zeťová a Eduard Zubák – vypadli ve druhém kole

### 2007
- akrobatický lyžař Aleš Valenta a Iva Langerová – vítězové
- herečka Tatiana Vilhelmová a Petr Čadek – poražení finalisté
- herec Jiří Schmitzer a Simona Švrčková – vypadli v sedmém kole
- herec Michal Dlouhý a Michaela Gatěková – vypadli v šestém kole
- sportovní komentátor Robert Záruba a Vanda Dětinská – vypadli v pátém kole
- Miss České republiky a Miss Europe 1995 Monika Žídková a Jan Halíř – vypadli ve čtvrtém kole (odstoupili ze soutěže poté, co se Jan Halíř 20. listopadu 2007 zranil při dopravní nehodě, přičemž její druhý účastník na místě zemřel[3])
- zpěvačka Lenka Filipová a Michael Petr – vypadli ve třetím kole
- kajakářka Štěpánka Hilgertová a Michal Němeček – vypadli ve druhém kole

### 2008
- herečka Dana Batulková a Jan Onder – vítězové
- herečka a zpěvačka Zuzana Norisová a Jan Kliment – poražení finalisté
- sportovní komentátor Jaromír Bosák a Eva Krejčířová – vypadli v sedmém kole
- herec Vladimír Kratina a Laura Klimentová – vypadli v šestém kole
- modelka, Miss České republiky 2004 Jana Doleželová a Michal Necpál – vypadli v pátém kole
- herec David Suchařípa a mistryně České republiky v latinskoamerických tancích Albina Zaytseva – vypadli ve čtvrtém kole
- zpěvačka Iva Frühlingová a čtyřnásobný mistr České republiky v latinskoamerických tancích Michal Kostovčík – vypadli ve třetím kole
- zpěvák Bohouš Josef a Lenka Tvrzová – vypadli ve druhém kole

### 2010
- herec Pavel Kříž a Alice Stodůlková – vítězové
- zpěvačka Aneta Langerová a Michal Kurtiš – poražení finalisté
- zpěvačka Monika Absolonová a Václav Masaryk – vypadli v sedmém kole
- herec Saša Rašilov a Karolína Majerníková – vypadli v šestém kole
- herečka Jitka Čvančarová a Lukáš Hojdan – vypadli v pátém kole
- kuchař a moderátor Filip Sajler a Veronika Šmiková – vypadli ve čtvrtém kole
- moderátor a hlasatel Alexander Hemala a Jitka Šorfová – vypadli ve třetím kole
- herečka Veronika Žilková a Marek Dědík – vypadli ve druhém kole

S tanečníkem Michalem Kurtišem měla původně soutěžit herečka Taťjana Medvecká. Ta ovšem po několika trénincích ze soutěže ze zdravotních důvodů odstoupila a nahradila ji zpěvačka Aneta Langerová.

### 2012
- atletka Kateřina Baďurová a Jan Onder – vítězové
- lední hokejista Martin Procházka a Tereza Bufková – poražení finalisté
- herec David Švehlík a Simona Švrčková – vypadli v sedmém kole
- herečka a zpěvačka Barbora Poláková a Václav Masaryk – vypadli v šestém kole
- herečka Dana Morávková a Jiří Hein – vypadli v pátém kole
- herec Oldřich Navrátil a Kamila Tománková – vypadli ve čtvrtém kole
- zpěvák a hudebník Petr Bende a Lucia Krnčanová – vypadli ve třetím kole
- topmodelka a herečka Pavlína Němcová a Jan Tománek – vypadli ve druhém kole

### 2013
- herečka Anna Polívková a Michal Kurtiš – vítězové
- modelka, Miss České republiky a Miss World 2006 Taťána Kuchařová a Jan Onder – poražení finalisté
- diskař Imrich Bugár a Jitka Šorfová – vypadli v sedmém kole
- zpěvák a herec Matěj Ruppert a Alice Stodůlková – vypadli v šestém kole
- herec a hudebník Ondřej Brzobohatý a Eva Krejčířová – vypadli v pátém kole
- trojskokanka Šárka Kašpárková a Jan Tománek – vypadli ve čtvrtém kole
- herec Pavel Řezníček a Lucie Hunčárová – vypadli ve třetím kole
- violistka Jitka Hosprová a Lukáš Bartuněk – vypadli ve druhém kole

### 2015
- herečka a bloggerka Marie Doležalová a Marek Zelinka – vítězové
- herečka Jitka Schneiderová a Marek Dědík – poražení finalisté
- herec a bavič Lukáš Pavlásek a Lucie Hunčárová – získali v průběhu posledního kola 3. místo
- zpěvák Radek Banga a Tereza Bufková – vypadli v devátém kole[5]
- moderátor, herec a zpěvák Leoš Mareš a Katarina Štumpfová – vypadli v osmém kole[6]
- (Sedmé kolo bylo benefiční pro Centrum Paraple a žádný ze soutěžních párů nevypadl.)
- zpěvačka Leona Machálková a Michal Necpál – vypadli v šestém kole[7]
- herec Marek Taclík a Martina Marková – vypadli v pátém kole[8]
- lékařka a moderátorka Kateřina Cajthamlová a Petr Čadek – vypadli ve čtvrtém kole
- boxer Rostislav Osička a Romana Motlová – vypadli ve třetím kole[9]
- Lucie Dvořáková alias DJ Lucca a Michal Kurtiš – vypadli ve druhém kole[10]

### 2016
- herec Zdeněk Piškula a Veronika Lálová – vítězové
- lyžař Ondřej Bank a Eva Krejčířová (Bankova původní tanečnice Kamila Tománková v průběhu soutěže ze zdravotních důvodů odstoupila)[11] – poražení finalisté
- herečka Jana Plodková a Michal Padevět – získali v průběhu posledního kola 3. místo
- herec Roman Zach a Andrea Třeštiková – vypadli v devátém kole
- kuchař Emanuele Ridi a Lucie Hunčárová – vypadli v osmém kole
- (Sedmé kolo bylo benefiční pro Centrum Paraple a žádný ze soutěžních párů nevypadl.)
- zpěvačka Anna K. a Marek Hrstka – vypadli v šestém kole
- herečka Kristýna Leichtová a Václav Masaryk – vypadli v pátém kole
- sportovkyně Olga Šípková a Marek Dědík – vypadli ve čtvrtém kole
- fotbalista Ladislav Vízek a Eva Krejčířová – vypadli ve třetím kole
- herečka Miluše Bittnerová a Michal Necpál – vypadli ve druhém kole

### 2018
- herec Jiří Dvořák a Lenka Nora Návorková – vítězové
- herečka Pavla Tomicová a Marek Dědík – poražení finalisté
- moderní pětibojař David Svoboda a Veronika Lálová – získali v průběhu posledního kola 3. místo
- herečka Veronika Arichteva a Michal Necpál – vypadli v devátém kole
- moderátorka Daniela Písařovicová a Michal Mládek – vypadli v osmém kole
- (Sedmé kolo bylo benefiční pro Centrum Paraple a žádný ze soutěžních párů nevypadl.)
- moderátor Dalibor Gondík a Alice Stodůlková – vypadli v šestém kole
- herec Richard Genzer a Jana Zelenková – vypadli v pátém kole
- zpěvák Adam Mišík a Kateřina Krakowková – vypadli ve čtvrtém kole
- herečka a zpěvačka Daniela Šinkorová a Michal Padevět – vypadli ve třetím kole
- zpěvačka Monika Bagárová a Robin Ondráček – vypadli ve druhém kole

S tanečnicí Janou Zelenkovou měl původně soutěžit herec Václav Kopta. Ten ovšem po několika trénincích ze soutěže ze zdravotních důvodů odstoupil a nahradil ho Richard Genzer.

### 2019
- herečka Veronika Khek Kubařová a Dominik Vodička – vítězové
- herec Matouš Ruml a Natálie Otáhalová – poražení finalisté
- rybář Jakub Vágner a Michaela Nováková – získali v průběhu posledního kola 3. místo
- youtuber a moderátor Karel „Kovy“ Kovář a Veronika Lišková – vypadli v devátém kole
- biatlonistka Gabriela Soukalová a Martin Prágr – vypadli v osmém kole
- (Sedmé kolo bylo benefiční pro Centrum Paraple a žádný ze soutěžních párů nevypadl.)
- herec a režisér  Miroslav Hanuš a Adriana Mašková – vypadli v šestém kole[12]
- spisovatelka Radka Třeštíková a Tomáš Vořechovský – vypadli v pátém kole[13]
- zpěvák a hudebník Xindl X a Markéta Dostálová – vypadli ve čtvrtém kole[14]
- zpěvačka Tonya Graves a Michal Bureš – vypadli ve třetím kole[15]
- moderátorka a novinářka Nora Fridrichová a Jan Kohout – vypadli ve druhém kole[16]

### 2021
- herec Jan Cina a Adriana Mašková – vítězové
- farářka Martina Viktorie Kopecká a Marek Dědík – poražení finalisté
- krasobruslař Tomáš Verner a Kristýna Coufalová – získali v průběhu posledního kola 3. místo
- zpěvačka Tereza Černochová a Dominik Vodička – vypadli v osmém kole
- zpěvák Mirai Navrátil a Lenka Nora Návorková – vypadli v osmém kole ze zdravotních důvodů
- (Sedmé kolo bylo benefiční pro Centrum Paraple a žádný ze soutěžních párů nevypadl.)
- tenistka Andrea Sestini Hlaváčková a Michal Necpál – vypadli v šestém kole
- herečka Marika Šoposká a Robin Ondráček – vypadli v pátém kole
- herec Zdeněk Godla a Tereza Prucková – vypadli ve čtvrtém kole
- herečka Simona Babčáková a Martin Prágr – vypadli ve čtvrtém kole ze zdravotních důvodů
- herec Pavel Trávníček a Veronika Lálová – vypadli ve druhém kole

### 2023
- herečka Darija Pavlovičová a Dominik Vodička – vítězové
- snowboardistka Eva Adamczyková a Jakub Mazůch – poražení finalisté
- kajakář Vavřinec Hradilek a Kateřina Bartuněk Hrstková – získali v průběhu posledního kola 3. místo
- moderátorka Iva Kubelková a Martin Prágr – vypadli v devátém kole
- cukrář Josef Maršálek a Adriana Mašková – vypadli v osmém kole
- (Sedmé kolo bylo benefiční pro Centrum Paraple a žádný ze soutěžních párů nevypadl.)
- herec Marek Adamczyk a Lenka Nora Návorková – vypadli v šestém kole
- zpěvačka Tereza Mašková a Daniel Kecskeméti – vypadli v pátém kole
- zpěvák Richard Krajčo a Dominika Rošková – vypadli ve čtvrtém kole
- herečka Ivana Chýlková a Jan Tománek – vypadli ve třetím kole
- herec David Prachař a Zuzana Dvořáková Šťastná – vypadli ve druhém kole

### 2024
- herec Oskar Hes a Kateřina Bartuněk Hrstková – vítězové
- herečka Marta Dancingerová a Martin Prágr – poražení finalisté
- zpěvačka a herečka Lucie Vondráčková a Lukáš Bartuněk – získali v průběhu posledního kola 3. místo (původně vypadli v osmém kole, ale po odstoupení Patrika Hartla se do soutěže vrátili)
- kickboxerka Martina Ptáčková a Dominik Vodička – vypadli v devátém kole
- spisovatel Patrik Hartl a Tereza Prucková – odstoupili před devátým kolem ze zdravotních důvodů
- (Sedmé kolo bylo benefiční pro Centrum Paraple a žádný ze soutěžních párů nevypadl.)
- herečka Jana Paulová a Robin Ondráček – vypadli v šestém kole
- herec Filip Blažek a Adriana Mašková – vypadli v pátém kole
- kuchařka „Chili“ Ta Thuy Dung a Jakub Mazůch – vypadli ve čtvrtém kole
- paralympionik Jiří Ježek a Lenka Nora Návorková  – vypadli ve třetím kole
- hudebník Ondřej Ruml a Andrea Třeštiková – vypadli ve druhém kole

## Porota
Porota byla v 1.–11. řadě čtyřčlenná, přičemž čtvrtý porotce byl většinou ze světa osobností, které byly nějak spjaty se světem tance. Od 12. řady je porota pouze tříčlenná. V prvních dvanácti řadách zastával pozici posledního porotce vždy Zdeněk Chlopčík. Od druhé řady je stálicí na druhém postu Tatiana Drexler.
| Legenda | Legenda                                     |
| ------- | ------------------------------------------- |
|         | Porotce                                     |
|         | Zástup za jiného porotce                    |
|         | Účastník předchozích nebo následujících řad |

| Porota             | Řada | Řada | Řada | Řada | Řada | Řada | Řada | Řada | Řada | Řada | Řada | Řada | Řada |
| Porota             | 1.   | 2.   | 3.   | 4.   | 5.   | 6.   | 7.   | 8.   | 9.   | 10.  | 11.  | 12.  | 13.  |
| ------------------ | ---- | ---- | ---- | ---- | ---- | ---- | ---- | ---- | ---- | ---- | ---- | ---- | ---- |
| Zdeněk Chlopčík    |      |      |      |      |      |      |      |      |      |      |      |      |      |
| Eva Bartuňková     |      |      |      |      |      |      |      |      |      |      |      |      |      |
| Michael Kocáb      |      |      |      |      |      |      |      |      |      |      |      |      |      |
| Vlastimil Harapes  |      |      |      |      |      |      |      |      |      |      |      |      |      |
| Richard Hes        |      |      |      |      |      |      |      |      |      |      |      |      |      |
| Tatiana Drexler    |      |      |      |      |      |      |      |      |      |      |      |      |      |
| Mahulena Bočanová  |      |      |      |      |      |      |      |      |      |      |      |      |      |
| Jaroslav Kuneš     |      |      |      |      |      |      |      |      |      |      |      |      |      |
| Leona Kvasnicová   |      |      |      |      |      |      |      |      |      |      |      |      |      |
| Petr Zuska         |      |      |      |      |      |      |      |      |      |      |      |      |      |
| Petra Kostovčíková |      |      |      |      |      |      |      |      |      |      |      |      |      |
| Jan Révai          |      |      |      |      |      |      |      |      |      |      |      |      |      |
| Radek Balaš        |      |      |      |      |      |      |      |      |      |      |      |      |      |
| Václav Kuneš       |      |      |      |      |      |      |      |      |      |      |      |      |      |
| Jan Tománek        |      |      |      |      |      |      |      |      |      |      |      |      |      |
| Richard Genzer     |      |      |      |      |      |      |      |      |      |      |      |      |      |

### 2006
- herec, bývalý sólista a šéf baletu Národního divadla Vlastimil Harapes
- tanečnice, trojnásobná mistryně světa v latinskoamerických tancích seniorů Eva Bartuňková
- hudební skladatel a hudebník Michael Kocáb
- taneční porotce Zdeněk Chlopčík

### 2007
- choreograf a režisér Richard Hes
- tanečnice, taneční trenérka a porotkyně Tatiana Drexler
- herečka Mahulena Bočanová, která tančila v 1. řadě StarDance
- taneční porotce Zdeněk Chlopčík

### 2008
- tanečník Jaroslav Kuneš, který vystupoval v 1. řadě StarDance
- tanečnice, taneční trenérka a porotkyně Tatiana Drexler
- tanečnice a choreografka Leona Kvasnicová
- taneční porotce Zdeněk Chlopčík

### 2010
- tanečník, choreograf, ředitel baletu Národního divadla Petr Zuska
- tanečnice, taneční trenérka a porotkyně Tatiana Drexler
- tanečnice Petra Kostovčíková, která po boku herce Václava Vydry vystupovala v 1. řadě StarDance
- taneční porotce Zdeněk Chlopčík

### 2012
- herec a tanečník Jan Révai
- tanečnice, taneční trenérka a porotkyně Tatiana Drexler
- tanečnice, trojnásobná mistryně světa v latinskoamerických tancích seniorů a prezidentka Českého svazu tanečního sportu Eva Bartuňková
- taneční porotce Zdeněk Chlopčík

### 2013, 2015 a 2016
- herec a tanečník Jan Révai
- tanečnice, taneční trenérka a porotkyně Tatiana Drexler
- divadelní režisér a choreograf Radek Balaš
- taneční porotce Zdeněk Chlopčík

### 2018
- tanečník a choreograf Václav Kuneš
- tanečnice, taneční trenérka a porotkyně Tatiana Drexler
- divadelní režisér a choreograf Radek Balaš
- taneční porotce Zdeněk Chlopčík

### 2019
- herec, bavič a tanečník Richard Genzer
- tanečnice, taneční trenérka a porotkyně Tatiana Drexler
- tanečník, taneční trenér a choreograf Jan Tománek
- taneční porotce Zdeněk Chlopčík

### 2021
- herec, bavič a tanečník Richard Genzer
- tanečnice, taneční trenérka a porotkyně Tatiana Drexler
- tanečník, taneční trenér a choreograf Jan Tománek
- taneční porotce Zdeněk Chlopčík
- tanečník a choreograf Václav Kuneš (náhrada za Zdeňka Chlopčíka v 6. a 7. díle)

### 2023
- herec, bavič a tanečník Richard Genzer
- tanečnice, taneční trenérka a porotkyně Tatiana Drexler
- taneční porotce Zdeněk Chlopčík
- tanečník a choreograf Václav Kuneš (náhrada za Tatianu Drexler v 8. díle)

### 2024
- herec, bavič a tanečník Richard Genzer
- tanečnice, taneční trenérka a porotkyně Tatiana Drexler
- tanečník, taneční trenér, choreograf a porotce Jan Tománek

## Profesionální tanečníci
V tabulce je umístění tanečníků v dané řadě.
| Profesionální tanečníci    | Řada  | Řada  | Řada  | Řada  | Řada  | Řada  | Řada  | Řada  | Řada  | Řada  | Řada  | Řada  | Řada  |
| Profesionální tanečníci    | 1.    | 2.    | 3.    | 4.    | 5.    | 6.    | 7.    | 8.    | 9.    | 10.   | 11.   | 12.   | 13.   |
| -------------------------- | ----- | ----- | ----- | ----- | ----- | ----- | ----- | ----- | ----- | ----- | ----- | ----- | ----- |
| Lukáš Bartuněk             |       |       |       |       |       | 8.    |       |       |       |       |       |       | 3.    |
| Kateřina Bartuněk Hrstková |       |       |       |       |       |       |       |       |       |       |       | 3.    | Vítěz |
| Michal Bureš               |       |       |       |       |       |       |       |       |       | 9.    |       |       |       |
| Kristýna Coufalová         | Vítěz |       |       |       |       |       |       |       |       |       | 3.    |       |       |
| Petr Čadek                 |       | 2.    |       |       |       |       | 8.    |       |       |       |       |       |       |
| Marek Dědík                |       |       |       | 8.    |       |       | 2.    | 8.    | 2.    |       | 2.    |       |       |
| Vanda Dětinská             |       | 5.    |       |       |       |       |       |       |       |       |       |       |       |
| Markéta Dostálová          |       |       |       |       |       |       |       |       |       | 8.    |       |       |       |
| Zuzana Dvořáková Šťastná   |       |       |       |       |       |       |       |       |       |       |       | 10.   |       |
| Zdeněk Fenčák              | 6.    |       |       |       |       |       |       |       |       |       |       |       |       |
| Michaela Gatěková          |       | 4.    |       |       |       |       |       |       |       |       |       |       |       |
| Jan Halíř                  |       | 6.    |       |       |       |       |       |       |       |       |       |       |       |
| Jiří Hein                  |       |       |       |       | 5.    |       |       |       |       |       |       |       |       |
| Lukáš Hojdan               |       |       |       | 5.    |       |       |       |       |       |       |       |       |       |
| Marek Hrstka               |       |       |       |       |       |       |       | 6.    |       |       |       |       |       |
| Lucie Hunčárová            |       |       |       |       |       | 7.    | 3.    | 5.    |       |       |       |       |       |
| Daniel Kecskeméti          |       |       |       |       |       |       |       |       |       |       |       | 7.    |       |
| Jan Kliment                |       |       | 2.    |       |       |       |       |       |       |       |       |       |       |
| Laura Klimentová           |       |       | 4.    |       |       |       |       |       |       |       |       |       |       |
| Jan Kohout                 |       |       |       |       |       |       |       |       |       | 10.   |       |       |       |
| Michal Kostovčík           |       |       | 7.    |       |       |       |       |       |       |       |       |       |       |
| Petra Kostovčíková         | 2.    |       |       |       |       |       |       |       |       |       |       |       |       |
| Kateřina Krakowková        |       |       |       |       |       |       |       |       | 8.    |       |       |       |       |
| Eva Krejčířová             |       |       | 3.    |       |       | 5.    |       | 9./2. |       |       |       |       |       |
| Lucia Krnčanová            |       |       |       |       | 7.    |       |       |       |       |       |       |       |       |
| Jaroslav Kuneš             | 4.    |       |       |       |       |       |       |       |       |       |       |       |       |
| Michal Kurtiš              |       |       |       | 2.    |       | Vítěz | 10.   |       |       |       |       |       |       |
| Veronika Lálová            |       |       |       |       |       |       |       | Vítěz | 3.    |       | 10.   |       |       |
| Iva Langerová              |       | Vítěz |       |       |       |       |       |       |       |       |       |       |       |
| Veronika Lišková           |       |       |       |       |       |       |       |       |       | 4.    |       |       |       |
| Karolína Majerníková       |       |       |       | 4.    |       |       |       |       |       |       |       |       |       |
| Martina Marková            |       |       |       |       |       |       | 7.    |       |       |       |       |       |       |
| Václav Masaryk             |       |       |       | 3.    | 4.    |       |       | 7.    |       |       |       |       |       |
| Adriana Mašková            |       |       |       |       |       |       |       |       |       | 6.    | Vítěz | 5.    | 7.    |
| Jakub Mazůch               |       |       |       |       |       |       |       |       |       |       |       | 2.    | 8.    |
| Michal Mládek              |       |       |       |       |       |       |       |       | 5.    |       |       |       |       |
| Romana Motlová             |       |       |       |       |       |       | 9.    |       |       |       |       |       |       |
| Lenka Nora Návorková       |       |       |       |       |       |       |       |       | Vítěz |       | 5.    | 6.    | 9.    |
| Michal Necpál              |       |       | 5.    |       |       |       | 6.    | 10.   | 4.    |       | 6.    |       |       |
| Michal Němeček             |       | 8.    |       |       |       |       |       |       |       |       |       |       |       |
| Michaela Nováková          |       |       |       |       |       |       |       |       |       | 3.    |       |       |       |
| Jan Onder                  |       |       | Vítěz |       | Vítěz | 2.    |       |       |       |       |       |       |       |
| Robin Ondráček             |       |       |       |       |       |       |       |       | 10.   |       | 7.    |       | 6.    |
| Natálie Otáhalová          |       |       |       |       |       |       |       |       |       | 2.    |       |       |       |
| Michal Padevět             |       |       |       |       |       |       |       | 3.    | 9.    |       |       |       |       |
| Michael Petr               |       | 7.    |       |       |       |       |       |       |       |       |       |       |       |
| Martin Prágr               |       |       |       |       |       |       |       |       |       | 5.    | 9.    | 4.    | 2.    |
| Tereza Prucková            | 7.    |       |       |       | 2.    |       | 4.    |       |       |       | 8.    |       | 5.    |
| Dominika Rošková           |       |       |       |       |       |       |       |       |       |       |       | 8.    |       |
| Alice Stodůlková           |       |       |       | Vítěz |       | 4.    |       |       | 6.    |       |       |       |       |
| Veronika Šmiková           |       |       |       | 6.    |       |       |       |       |       |       |       |       |       |
| Jitka Šorfová              |       |       |       | 7.    |       | 3.    |       |       |       |       |       |       |       |
| Katarina Štumpfová         |       |       |       |       |       |       | 5.    |       |       |       |       |       |       |
| Simona Švrčková            |       | 3.    |       |       | 3.    |       |       |       |       |       |       |       |       |
| Jan Tománek                | 5.    |       |       |       | 8.    | 6.    |       |       |       |       |       | 9.    |       |
| Kamila Tománková           | 3.    |       |       |       | 6.    |       |       | 2.    |       |       |       |       |       |
| Andrea Třeštiková          |       |       |       |       |       |       |       | 4.    |       |       |       |       | 10.   |
| Lenka Tvrzová              |       |       | 8.    |       |       |       |       |       |       |       |       |       |       |
| Dominik Vodička            |       |       |       |       |       |       |       |       |       | Vítěz | 4.    | Vítěz | 4.    |
| Tomáš Vořechovský          |       |       |       |       |       |       |       |       |       | 7.    |       |       |       |
| Albina Zaytseva            |       |       | 6.    |       |       |       |       |       |       |       |       |       |       |
| Jana Zelenková             |       |       |       |       |       |       |       |       | 7.    |       |       |       |       |
| Marek Zelinka              |       |       |       |       |       |       | Vítěz |       |       |       |       |       |       |
| Eduard Zubák               | 8.    |       |       |       |       |       |       |       |       |       |       |       |       |
| Profesionální tanečníci    | 1.    | 2.    | 3.    | 4.    | 5.    | 6.    | 7.    | 8.    | 9.    | 10.   | 11.   | 12.   | 13.   |
| Profesionální tanečníci    | Řada  |       |       |       |       |       |       |       |       |       |       |       |       |

## Hudba
Hudbu zajišťuje Moondance Orchestra Martina Kumžáka a jeho sólisté Nada Wepperová, Dasha, Michal Cerman, Dušan Kollár a od roku 2023 také Adam Koubek. V páté řadě soutěže si v 6. tanečním večeru (8. prosince 2012) zazpívali s orchestrem Kamila Nývltová, Leona Machálková, Petr Bende a Ondřej Ruml.

## Přehled řad
| Řada | Párů | Týdnů | Doba vysílání                    | Umístění celebrit a tanečníků            | Umístění celebrit a tanečníků          | Umístění celebrit a tanečníků                  |
| Řada | Párů | Týdnů | Doba vysílání                    | Král a královna tanečního parketu        | Druhé místo                            | Třetí místo                                    |
| ---- | ---- | ----- | -------------------------------- | ---------------------------------------- | -------------------------------------- | ---------------------------------------------- |
| 1.   | 8    | 8     | 4. listopadu – 23. prosince 2006 | Roman Vojtek & Kristýna Coufalová        | Václav Vydra & Petra Kostovčíková      | Tomáš Dvořák & Kamila Tománková                |
| 2.   | 8    | 8     | 3. listopadu – 22. prosince 2007 | Aleš Valenta & Iva Langerová             | Tatiana Vilhelmová & Petr Čadek        | Jiří Schmitzer & Simona Švrčková               |
| 3.   | 8    | 8     | 1. listopadu – 20. prosince 2008 | Dana Batulková & Jan Onder               | Zuzana Norisová & Jan Kliment          | Jaromír Bosák & Eva Krejčířová                 |
| 4.   | 8    | 8     | 30. října – 18. prosince 2010    | Pavel Kříž & Alice Stodůlková            | Aneta Langerová & Michal Kurtiš        | Monika Absolonová & Václav Masaryk             |
| 5.   | 8    | 8     | 3. listopadu – 22. prosince 2012 | Kateřina Baďurová & Jan Onder            | Martin Procházka & Tereza Bufková      | David Švehlík & Simona Švrčková                |
| 6.   | 8    | 8     | 2. listopadu – 21. prosince 2013 | Anna Polívková & Michal Kurtiš           | Taťána Kuchařová & Jan Onder           | Imrich Bugár & Jitka Šorfová                   |
| 7.   | 10   | 10    | 17. října – 19. prosince 2015    | Marie Doležalová & Marek Zelinka         | Jitka Schneiderová & Marek Dědík       | Lukáš Pavlásek & Lucie Hunčárová               |
| 8.   | 10   | 10    | 8. října – 10. prosince 2016     | Zdeněk Piškula & Veronika Lálová         | Ondřej Bank & Eva Krejčířová           | Jana Plodková & Michal Padevět                 |
| 9.   | 10   | 10    | 13. října – 15. prosince 2018    | Jiří Dvořák & Lenka Nora Návorková       | Pavla Tomicová & Marek Dědík           | David Svoboda & Veronika Lálová                |
| 10.  | 10   | 10    | 12. října – 14. prosince 2019    | Veronika Khek Kubařová & Dominik Vodička | Matouš Ruml & Natálie Otáhalová        | Jakub Vágner & Michaela Nováková               |
| 11.  | 10   | 10    | 16. října – 18. prosince 2021    | Jan Cina & Adriana Mašková               | Martina Viktorie Kopecká & Marek Dědík | Tomáš Verner & Kristýna Coufalová              |
| 12.  | 10   | 10    | 14. října – 16. prosince 2023    | Darija Pavlovičová & Dominik Vodička     | Eva Adamczyková & Jakub Mazůch         | Vavřinec Hradilek & Kateřina Bartuněk Hrstková |
| 13.  | 10   | 10    | 12. října – 14. prosince 2024    | Oskar Hes & Kateřina Bartuněk Hrstková   | Marta Dancingerová & Martin Prágr      | Lucie Vondráčková & Lukáš Bartuněk             |
| 14.  | 10   | 10    | podzim 2026                      | bude oznámeno                            | bude oznámeno                          | bude oznámeno                                  |

## Bodování a SMS hlasování
O postupu párů po většinu soutěžních večerů rozhoduje porota bodováním a diváci SMS hlasováním. Porota v každém díle ohodnotí taneční pár body od 1 do 10, což znamená, že největší možný získaný počet bodů je 30 (do 11. řady to bylo 40). Po odtančení všech tanců večera se páry seřadí v tabulce podle získaných bodů od poroty. Podle tohoto pořadí si následně rozdělí závěrečné body, na základě kterých se rozhodne o tom, kdo soutěž opustí. Pár na vrcholu tabulky získá bodů nejvíce, další páry pod nimi vždy o bod méně. Například pár, který v rámci druhého soutěžního večera získal od poroty 24 bodů a umístil se díky tomu na prvním místě, získá do závěrečného rozhodnutí 10 bodů, další v pořadí bodů 9 a poslední pár pouze 1 bod.
Na podobném principu funguje i divácké hlasování. Diváci posílají SMS hlasy, které se na konci večera sečtou a podle výsledného pořadí se opět mezi páry rozdělí body. Pár s největším počtem hlasů od diváků získá bodů nejvíce, nejméně oblíbený pár pak jen 1 bod. Nakonec se tyto body od poroty a diváků sečtou, nejhůře ohodnocený pár soutěž v daném kole opouští. V rámci druhého večera tak může pár získat maximálně 20 bodů. Pokud by více párů mělo shodný počet bodů, rozhodlo by o vypadávajícím hlasování diváků.
Tradičně se nevypadává v rámci prvního večera. Do 11. řady se body od poroty z prvního večera nepřenášely do následujícího dílu. Od 7. řady se nevypadává ani v 7. díle, který je benefiční, body se ale započítávají do dalšího večera. Od 9. řady došlo ke změně v předposledním večeru, první dva finalisté jsou vybráni běžnou metodou, poté je ale hlasování obnoveno a zbývající dva páry tančí ještě jeden tanec. Z této dvojice vybírají posledního finalistu jen diváci, porota ani neuděluje známky.

## Zranění a zdravotní problémy
Během několika řad StarDance se soutěžící museli potýkat s různými zraněními a zdravotními problémy.
Hned v začátcích první řady soutěže nastal problém u tanečního páru Bočanová a Kuneš, kde Kuneš při generálce upadl na zem a roztrhl si sval v tříselní oblasti. Pár musel kvůli zranění odstoupit.
Druhou řadu zasáhla autonehoda jednoho z profesionálních tanečníků Jana Halíře, který po autonehodě skončil zraněný v nemocnici. Pár posléze ze soutěže odstoupil.
Ve třetí řadě nastal problém u Zuzany Norisové a Jaromíra Bosáka, kteří si natáhli svaly na těle. Norisová přitom již předchozí dva večery byla na antibiotikách.
Ani čtvrtá řada se neobešla bez zranění. Hned první vypadávající večer se zranil Filip Sajler, který si natrhl úponový sval mezi kyčelním kloubem a páteří, což narušilo jeho účast při finále. Později však ale vystoupil. V této řadě měla místo Anety Langerové tančit Taťjana Medvecká, která však odstoupila kvůli problémům s kolenem ještě před začátkem soutěže.
V páté řadě si na generálce poranil kotník Martin Procházka. Na finálovém večeru však vystoupil. Bez zranění se neobešel ani zpěvák Petr Bende, který si při klouzání po parketu odřel koleno.
V osmé řadě si tanečnice Ondřeje Banka, Kamila Tománková, poranila v prvním díle krční páteř a později kvůli tomu ze soutěže odstoupila. Nahradila ji Eva Krejčířová. Těsně před finále si Jana Plodková zlomila zápěstí, ale v posledním přenosu i tak tančila.
V deváté řadě měl původně místo Richarda Genzera tančit Václav Kopta, ten ale musel těsně před začátkem soutěže kvůli natrženému stehennímu svalu odstoupit.
V třinácté řadě, po osmém večeru, soutěž opustili Patrik Hartl a Tereza Prucková, neboť Patrik Hartl se před semifinálovým kolem na doporučení lékařů rozhodl odstoupit kvůli hrozící únavové zlomenině kotníku. Do soutěže se tak vrátili Lucie Vondráčková a Lukáš Bartuněk.